# Kalidou Cissokho
Pour les articles homonymes, voir Cissokho.
Kalidou Cissokho (né le 28 août 1978 à Dakar) est un footballeur sénégalais. Il joue au poste de gardien de but au FK Bakou.

## Biographie
Il a joué pour plusieurs clubs, dont l'ASC Jeanne d'Arc au Sénégal.
Il a également été sélectionné avec l'équipe du Sénégal et a participé à la Coupe du monde 2002.